# 산청군 (1948년 선거구)
산청군은 대한민국의 옛 국회의원 선거구이다. 당시 경상남도 산청군 지역을 관할했다.

## 역사
제헌 국회의원 선거를 앞두고 산청군 전 지역을 관할하는 선거구로 신설되었다.
제6대 국회의원 선거를 앞두고 합천군 갑 선거구, 합천군 을 선거구와 통합되면서 산청군·합천군 선거구를 이루게 됨에 따라 폐지되었다.

## 역대 국회의원
| 선거   | 정당 | 정당   | 의원   |
| ------ | ---- | ------ | ------ |
| 1948년 |      | 무소속 | 강기문 |
| 1950년 |      | 무소속 | 이병홍 |
| 1954년 |      | 무소속 | 이병홍 |
| 1955년 |      | 자유당 | 안준기 |
| 1958년 |      | 자유당 | 김재위 |
| 1960년 |      | 민주당 | 조명환 |

## 역대 선거 결과

### 대한민국 제헌 국회의원 선거
|  | 44.00% |

|  | 28.63% |

|  | 11.66% |

|  | 9.80% |

|  | 5.89% |

### 대한민국 제2대 국회의원 선거
|  | 18.83% |

|  | 14.29% |

|  | 7.45% |

|  | 6.97% |

|  | 6.20% |

|  | 6.05% |

|  | 5.84% |

|  | 5.66% |

|  | 5.00% |

|  | 4.35% |

|  | 4.18% |

|  | 3.39% |

|  | 3.31% |

|  | 3.19% |

|  | 2.32% |

|  | 1.70% |

|  | 1.18% |

### 대한민국 제3대 국회의원 선거
|  | 36.89% |

|  | 26.88% |

|  | 16.35% |

|  | 6.16% |

|  | 6.12% |

|  | 4.18% |

|  | 2.24% |

|  | 1.13% |

|  | 0% |

### 1955년 대한민국 재보궐선거
이병홍 의원의 사망으로 인해 치러진 1955년 대한민국 재보궐선거에서 자유당 안준기 후보가 당선되었다.

### 대한민국 제4대 국회의원 선거
|  | 44.90% |

|  | 32.20% |

|  | 12.74% |

|  | 10.15% |

|  | 0% |

### 대한민국 제5대 국회의원 선거
|  | 27.58% |

|  | 17.98% |

|  | 11.74% |

|  | 10.02% |

|  | 9.80% |

|  | 6.27% |

|  | 6.01% |

|  | 5.50% |

|  | 5.06% |

|  | 0% |